# Lokia gamblesi
Lokia gamblesi är en trollsländeart som beskrevs av Maurits Anne Lieftinck 1969. Lokia gamblesi ingår i släktet Lokia och familjen segeltrollsländor. IUCN kategoriserar arten globalt som otillräckligt studerad. Inga underarter finns listade i Catalogue of Life.